# Bandana

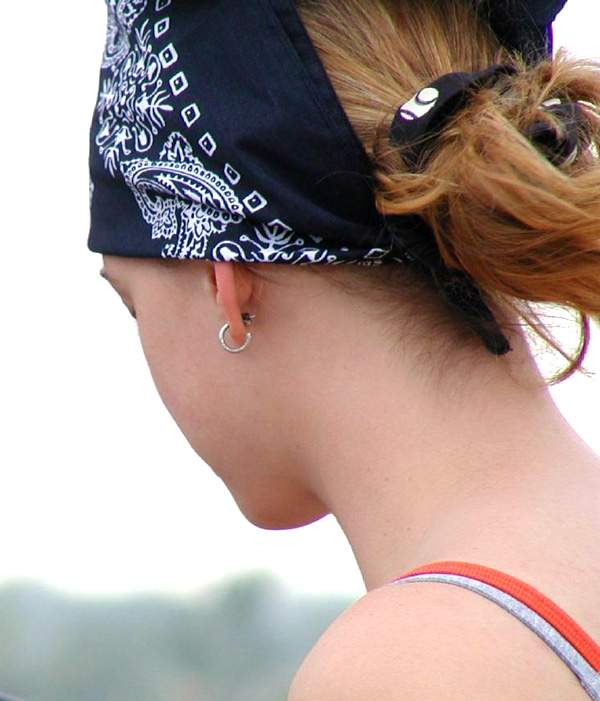
Bandana

Bandana – trójkątna lub kwadratowa chusta o dużym wyborze kolorów zakładana na głowę lub szyję, wiązana zazwyczaj na karku. Ma ona charakter ochronny lub dekoracyjny. 
Bandany występują często w różnych kulturach i religiach, głównie wśród kobiet: ortodoksyjnych żydówek, muzułmanek oraz ortodoksyjnych chrześcijanek (na przykład amiszek). Są także popularne wśród członków kultury hip-hopu oraz gangów ulicznych.